# 이하랑
이하랑은 대한민국의 배우이다.

## 출연 작품

### 드라마
- 2024년 KBS2 저녁 일일연속극 《스캔들》 ... 정준경 역

### 시트콤
- 2015년 KBS2 2부작 시트콤 《옥이네》 ... 안세련 역

### 영화
- 2017년 영화 《군함도》 ... 간부 가족 역
- 2018년 영화 《골든 슬럼버》 ... 광화문 행인들 역
- 2020년 영화 《개 같은 것들》 ... 미스 박 역